# Alice Eckenstein

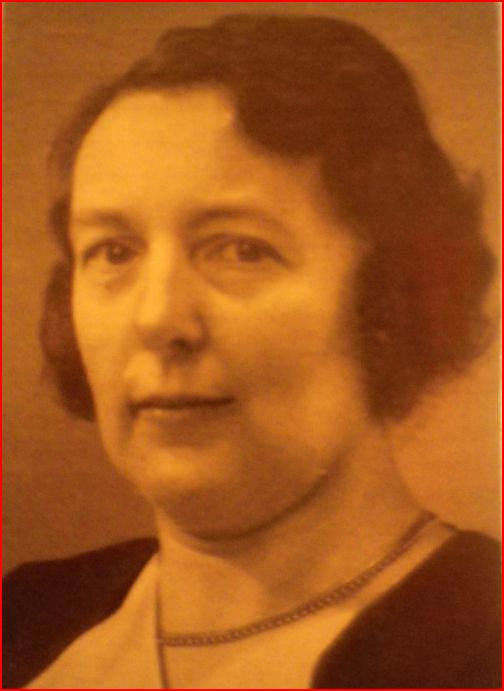
Alice Eckenstein in 1935.

Alice Emilie Eckenstein (Bazel, Zwitserland, 31 januari 1890 - aldaar, 12 mei 1984) was een Zwitsers hulpverleenster tijdens de Eerste Wereldoorlog.

## Leven
Opgegroeid als dochter van zakenman Arnold Eckenstein-Marfort aan de Grellingerstrasse in Basel, was zij reeds in haar jonge jaren begeesterd door het verlangen anderen te helpen. Na een oproep in de Zwitserse pers op 5 oktober 1914 door Mary Widmer-Curtat  heeft zij onder het patronaat van het Internationaal Comité van het Rode Kruis (ICRC), tijdens de Eerste Wereldoorlog in Basel een kantoor in het leven geroepen dat zich bezighield met de repatriëring van kinderen uit bezet België. Talrijke brieven zijn door haar handen gegaan, in het bijzonder deze van bezorgde ouders die tijdens de zomer van 1914 bij het uitbreken van de oorlog verrast werden door het snel oprukkende front en door de chaos afgesneden werden van hun kinderen in het door de Duitsers bezette deel van België. Vier jaar lang zette deze moedige vrouw zich met veel moeite en geduld, en met gevaar voor haar leven, telkens weer in om kinderen uit bezet België te repatriëren – via Zwitserland – naar de onbezette gebieden om ze te verenigen met hun moeder en vader. Verschillende malen slaagde ze er in om zelfs ganse groepen af te halen in bezet België. Zij werkte hiervoor ook nauw samen met het Bureau Féministe de Lausanne.
Haar as ligt begraven op het kerkhof Wolfgottesacker in Basel.

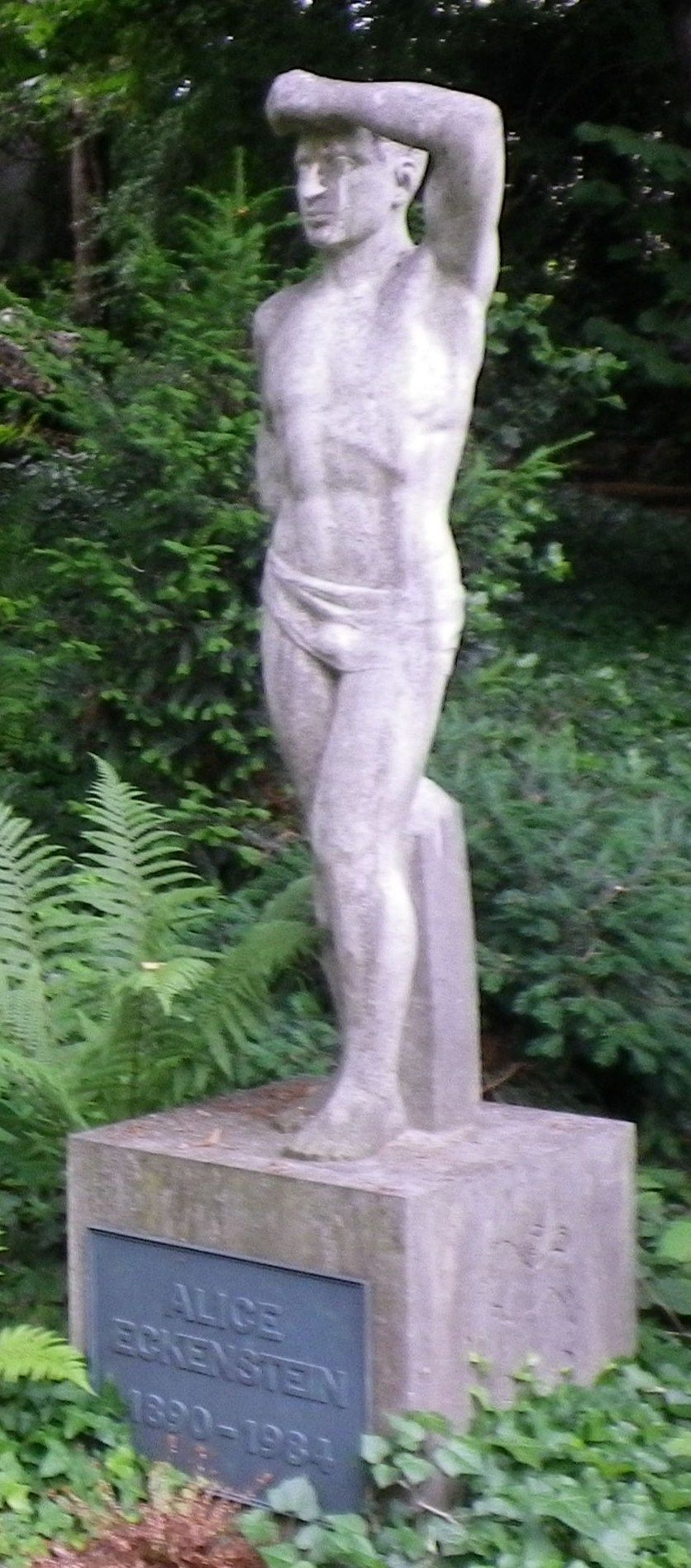
Graf van Alice Eckenstein te Bazel